# Serial Presence Detect
Il Serial Presence Detect (SPD) è una funzione utilizzata nei personal computer, per supportare la configurazione automatica dei banchi di memoria RAM installati.
La funzione SPD è implementata tramite uno specifico chip (una EEPROM di 1024 bit o, più spesso, di 2048 bit) aggiunto dal costruttore nei moduli di memoria RAM (p.e. i DIMM). In tale chip, secondo una codifica precisamente specificata, sono raccolti i dati dei vari parametri necessari al buon funzionamento di quel modulo di memoria (per esempio, il voltaggio d'alimentazione e la frequenza di clock). All'avvio del computer, durante l'iniziale fase del POST, tali dati possono essere letti dal BIOS per automatizzare la configurazione del sistema, permettendo la gestione ottimale della memoria installata e la successiva stabilità operativa.
Le caratteristiche e il protocollo di codifica dei dati usati per il SPD sono specificati in standard tecnici (p.e. la serie SPD4_01_x), elaborati dall'organismo di standardizzazione JEDEC.
Storicamente, il SPD costituisce il miglioramento evolutivo del Parallel Presence Detect (PPD), un precedente metodo di configurazione automatica della memoria RAM. Tale precedente metodo, adottato principalmente per i moduli di tipo SIMM, non forniva una flessibilità sufficiente a supportare le nuove tecnologie di memoria (come le SDRAM), finendo quindi per essere sostituito dal SPD.